# Stoofpot

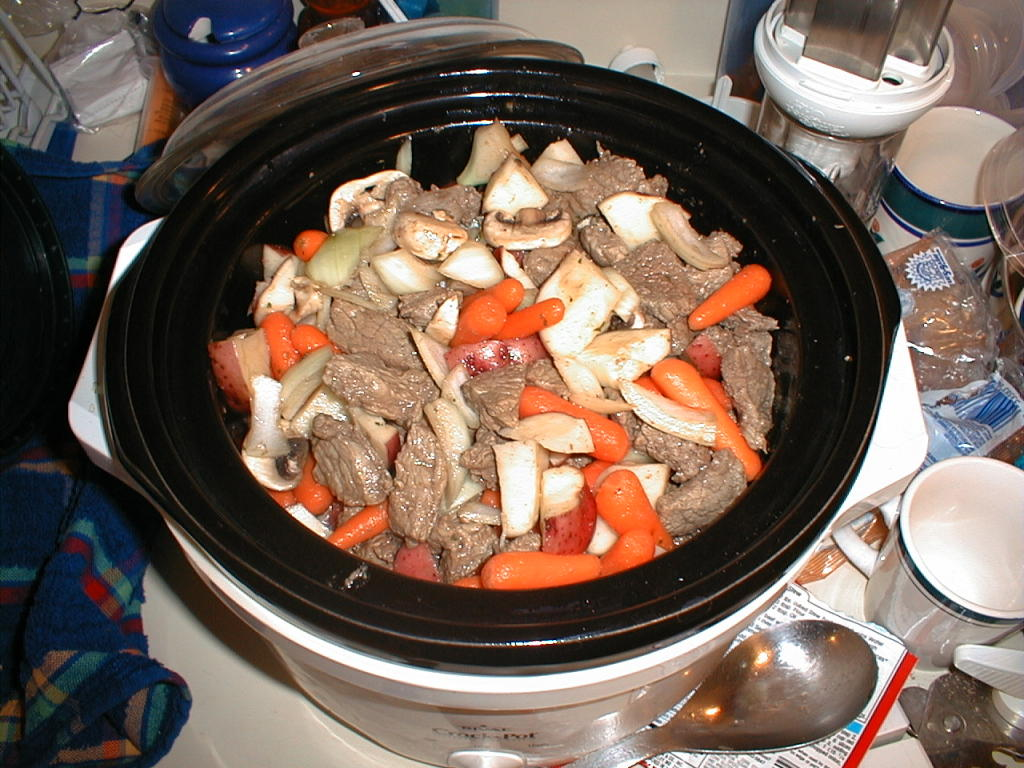
Een stoofpot

Stoofpot is een gerecht dat gedurende lange tijd gaargestoofd wordt.
Stoofpotten worden klaargemaakt door een gerecht gedurende lange tijd op een lage temperatuur te garen. Traditioneel bestaan stoofpotten uit de taaie stukken vlees/vis en/of taaie groenten die een lange kooktijd nodig hebben. De lange kooktijd wordt vaak verkort door gebruik te maken van een snelkookpan. De smaak van een stoofpot wordt intenser naarmate het gerecht langer blijft staan. Om die reden wordt vaak geadviseerd om stoofpotten reeds een dag van tevoren te maken.
Stoofpotten worden klaargemaakt met een beetje water, voornamelijk om aanbranden tegen te gaan, en kunnen rustig een korte tot halflange tijd alleen gelaten worden.

## Bekende stoofpotten
- Boeuf bourguignon
- Bouillabaisse (waterige stoofpot)
- Coq au vin
- Cassoulet
- Goulash
- Feijoada
- Hachee
- Hutsepot
- Irish stew
- Kokinisto
- Pot-au-feu
- Ratatouille
- Rendang
- Stifado
- Stoofvlees
- Tajine
- Wat
- (Gentse) Waterzooi (waterige stoofpot)
- Zuurvlees (zoervleisj)